# Brauner Waldvogel

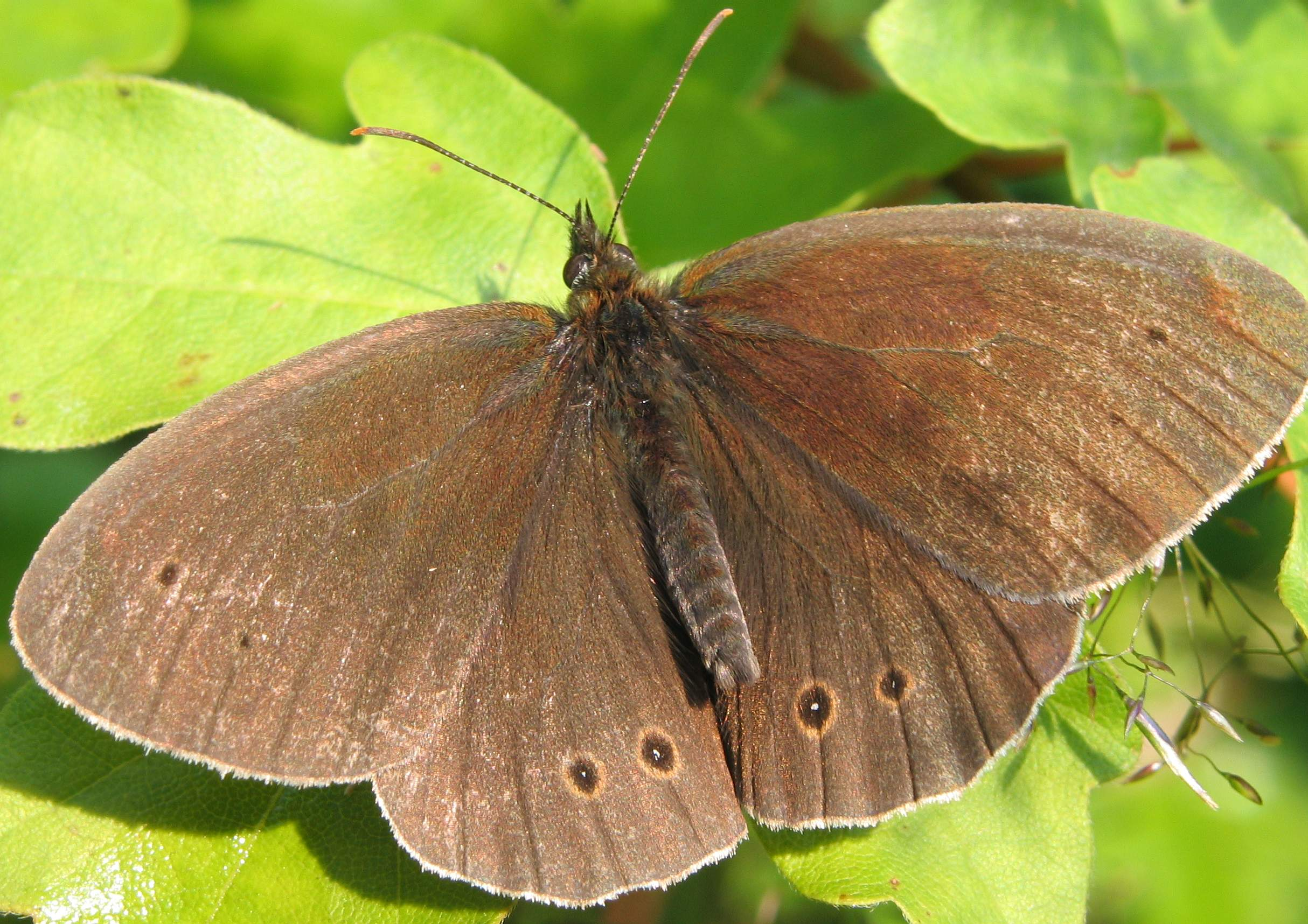
Brauner Waldvogel

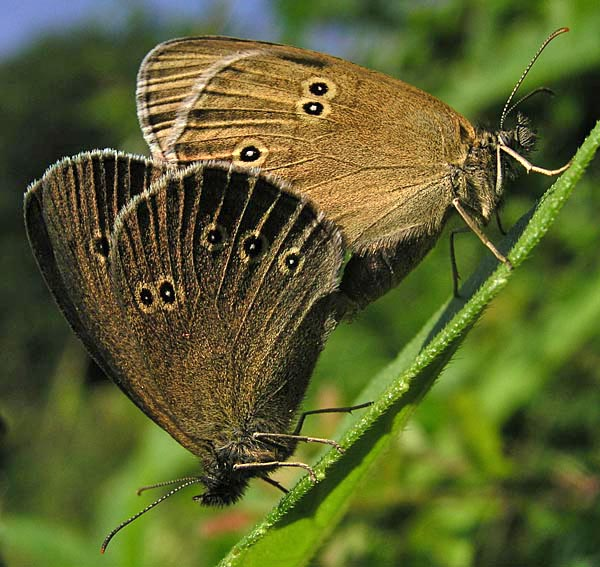
Paarung

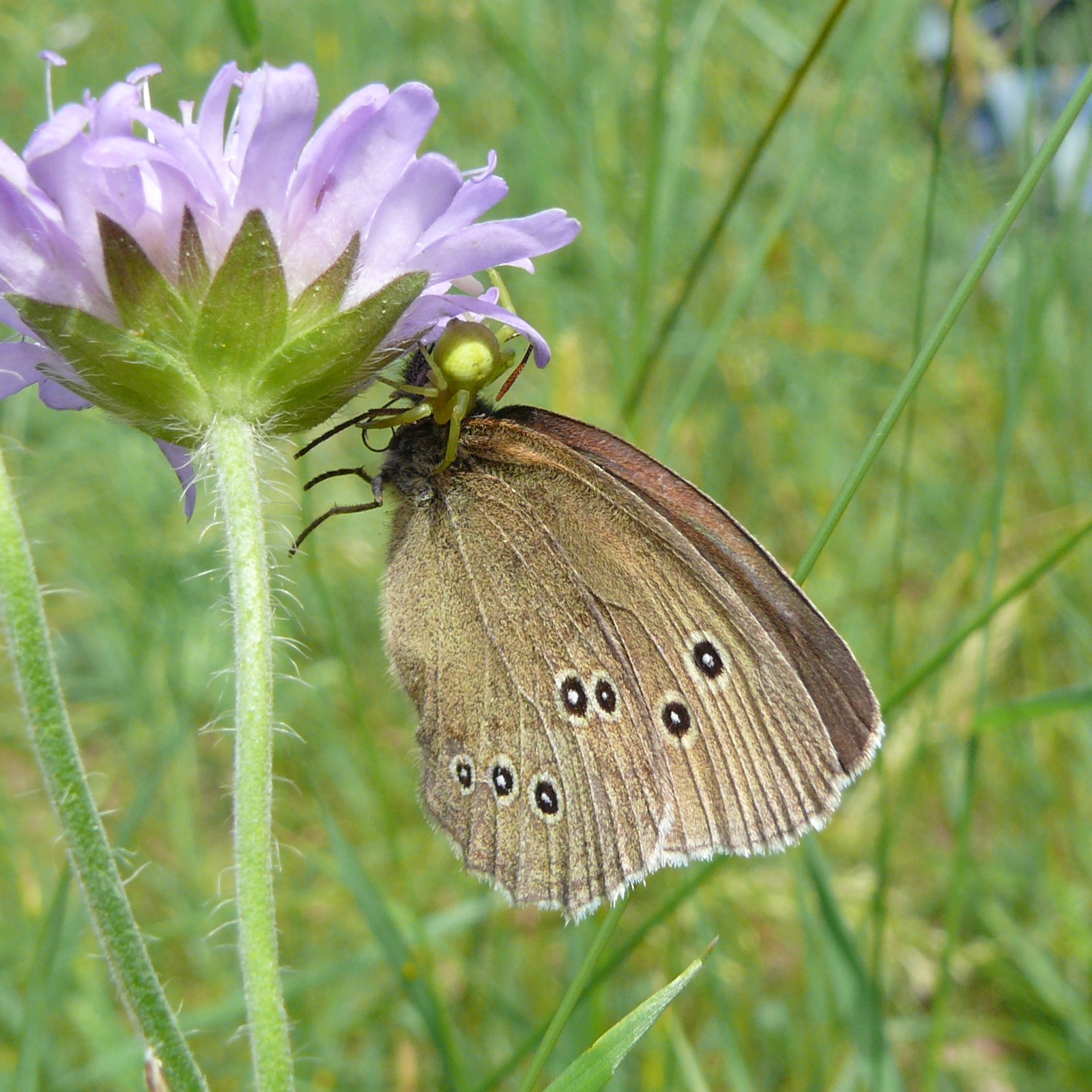
Eine Veränderliche Krabbenspinne (Misumena vatia) erbeutet einen Braunen Waldvogel

Der Braune Waldvogel (Aphantopus hyperantus) ist ein Schmetterling (Tagfalter) aus der Familie der Edelfalter (Nymphalidae) und wird auch als Schornsteinfeger bezeichnet. Das Artepitheton leitet sich von Hyperantus, dem Sohn des Ägyptus aus der griechischen Mythologie ab.

## Beschreibung

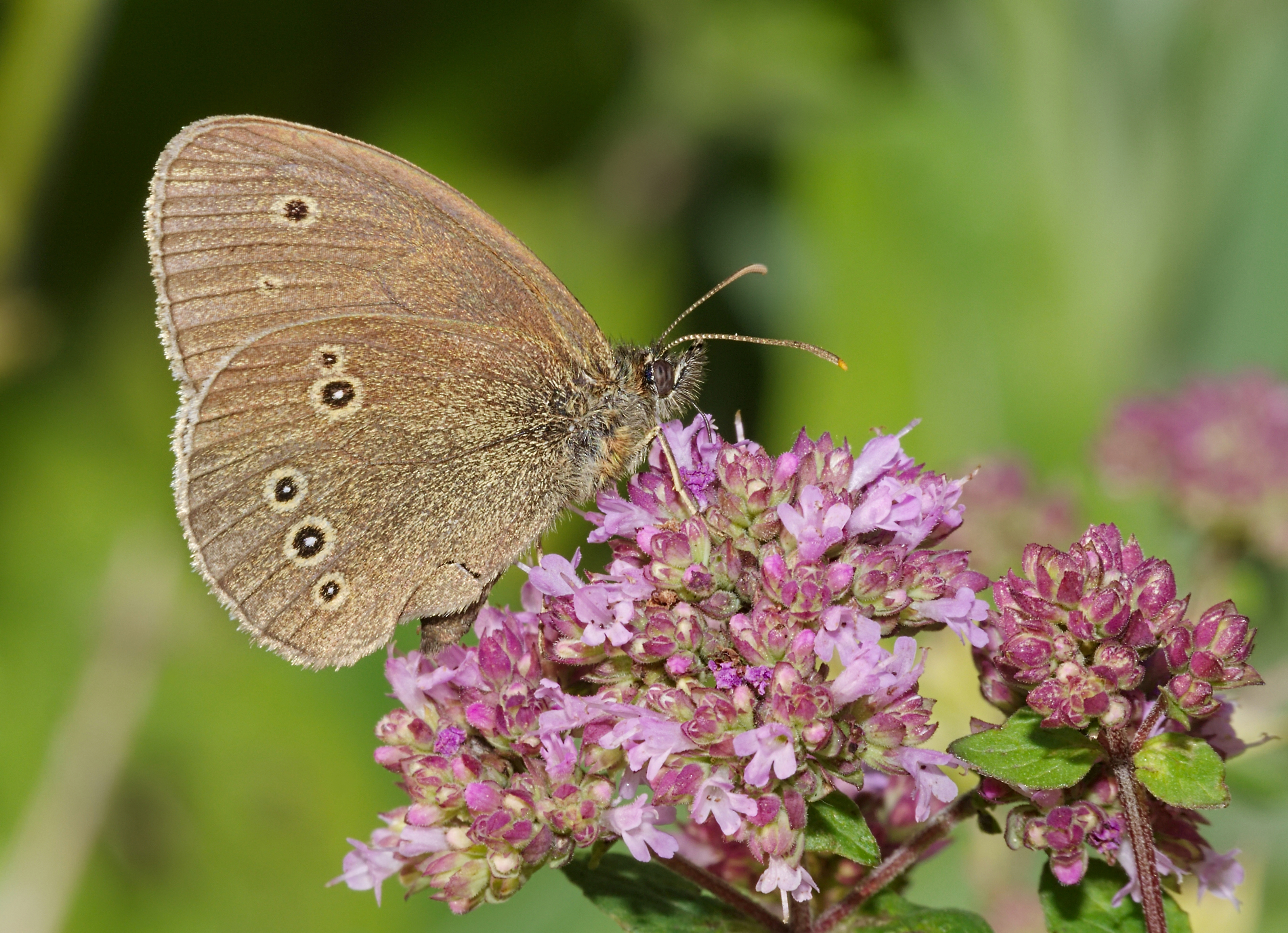
Unterseite

Der Braune Waldvogel ist ein häufiger, mittelgroßer Falter mit einer Flügelspannweite von 35 bis 42 Millimetern. Die Flügelober- und -unterseiten sind einfarbig braun mit kleinen, gelblich umrandeten Augenflecken. Die Anzahl und Größe der Augenflecke ist variabel, sie können auf der Flügeloberseite fehlen, während auf der Unterseite nur noch die weißen Kerne sichtbar sind. Es handelt sich dann um die in Mitteleuropa und Südengland vorkommende seltene Form arete. In der Regel sind die Augenflecken aber auf der Unterseite der Flügel, besonders an den Hinterflügeln gut sichtbar. Aphantopus hyperantus fliegt zusammen mit dem Großen Ochsenauge (Maniola jurtina).

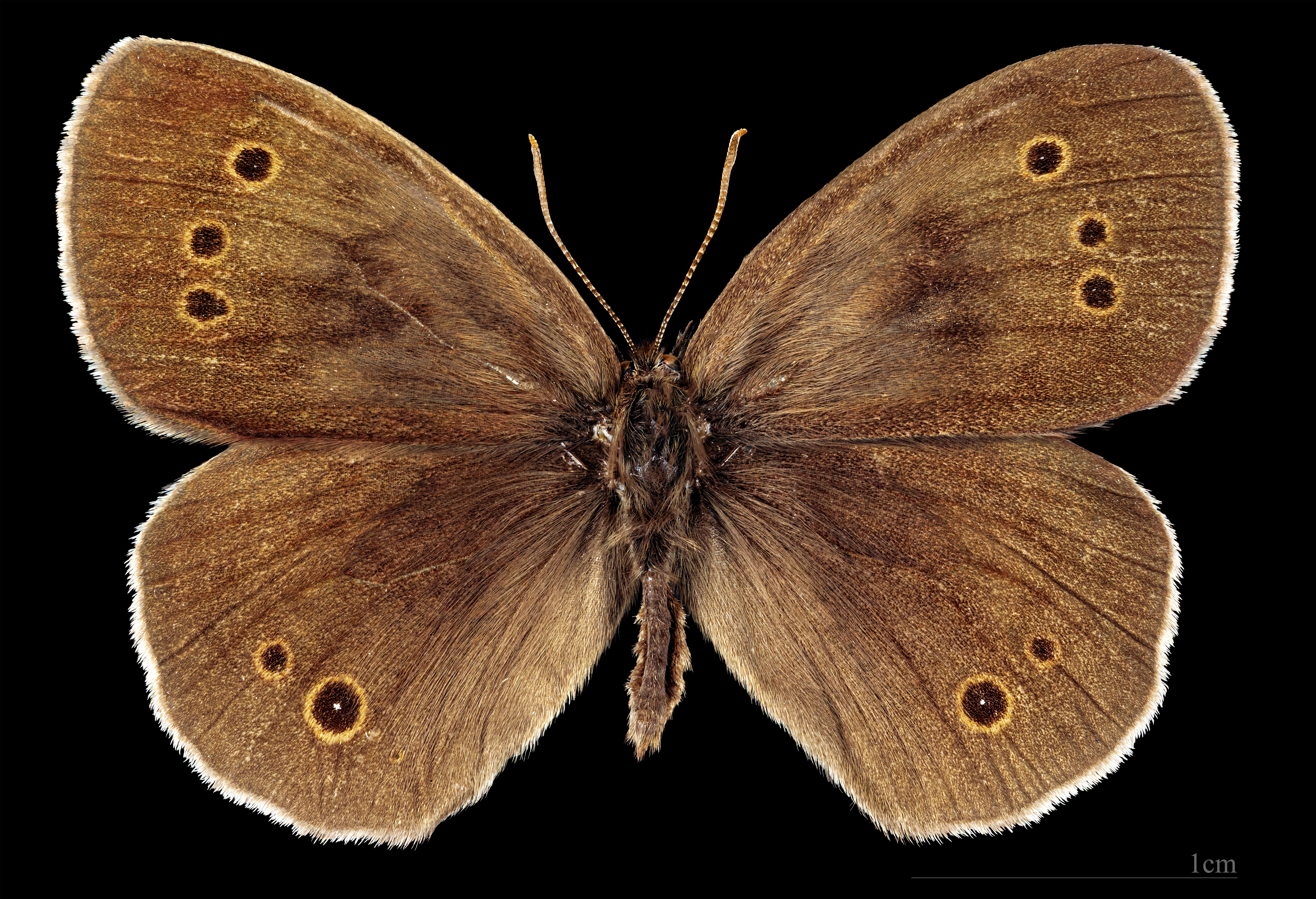
♂
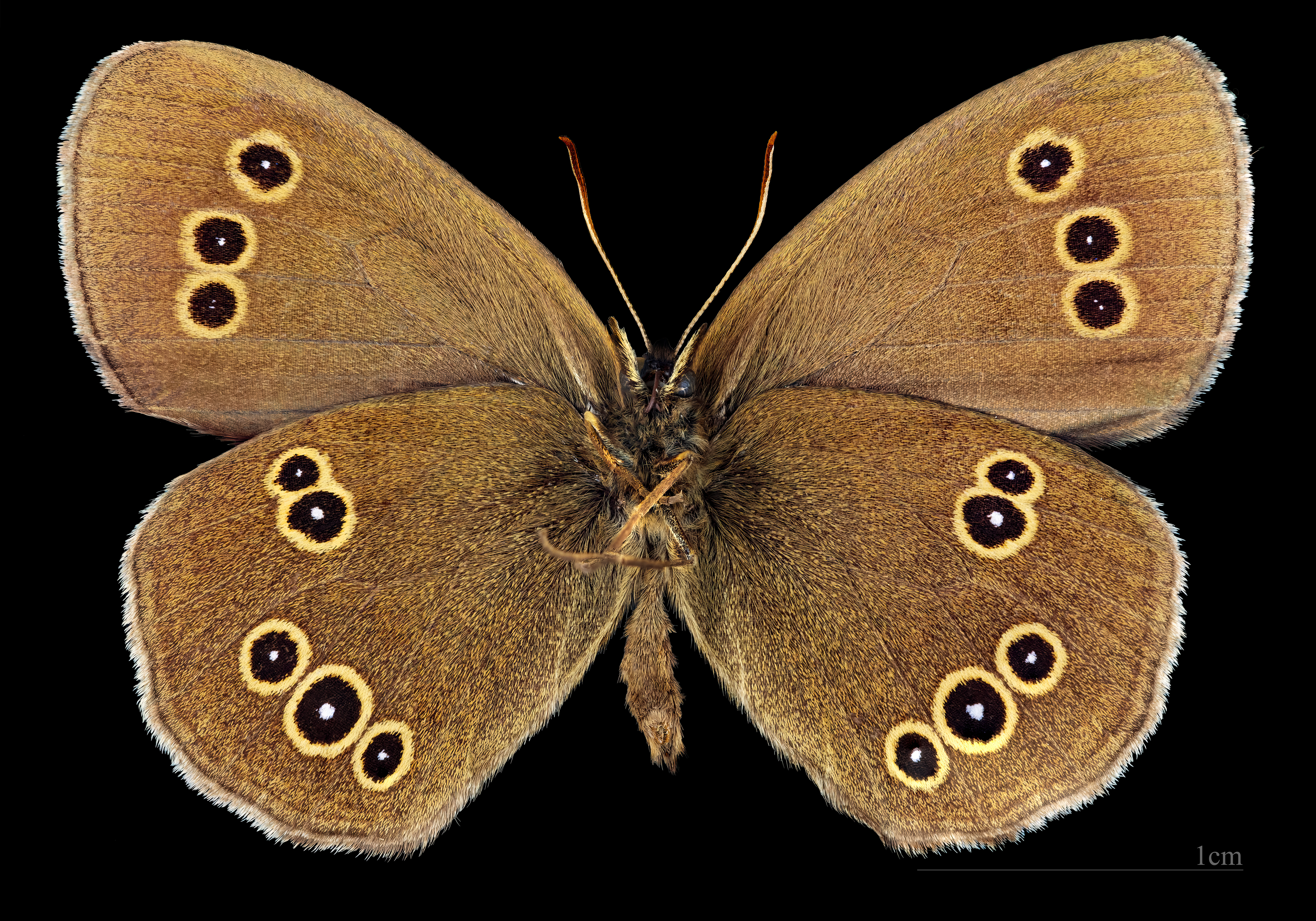
♂ △

Die Raupen werden ca. 25 Millimeter lang. Sie sind graubraun oder hellrötlich gefärbt und haben eine dunkle, gleichfarbige und sehr feine Punktierung. Am Rücken verläuft eine dunkle Längslinie, die an den Segmentgrenzen kräftiger, punktförmig verbreitert ist. Nach hinten hin ist diese Linie intensiver gefärbt. Der Kopf ist dunkler gefärbt und hat mehrere schwach sichtbare Längsstreifen.

## Verbreitung
Die Tiere sind von Nordspanien (Kantabrisches Gebirge und östliche Pyrenäen) über fast ganz Europa, im Norden bis nach Irland, Großbritannien und Fennoskandinavien, im Süden bis Nord-Griechenland (Mazedonien, Thessalien) verbreitet. Sie kommen jedoch nicht auf den Mittelmeerinseln und der Apenninhalbinsel vor. Östlich erstreckt sich ihre Verbreitung über die gemäßigten Breiten Asiens bis in den Nordosten der Volksrepublik China und nach Korea, wobei man sie bis in eine Höhe von 1.600 Metern findet. Sie bewohnen grasige, feuchte oder trockene Waldlichtungen mit Gebüschen. Es besteht eine stark ausgeprägte Bindung an Wald- und Gebüschränder mit Brombeerhecken sowie an hochstaudenreiche Säume.

## Lebensweise
Die Falter sieht man meist mit zusammengeklappten Flügeln, so dass man die charakteristische Unterseite gut sehen kann. An kühlen Tagen versuchen sie aber mit ausgebreiteten Flügeln Sonnenwärme zu tanken. Die Falter kann man sehr häufig an Acker-Kratzdistel (Cirsium arvense) oder Sumpf-Kratzdistel (Cirsium palustre), Dost (Origanum vulgare), Wald-Witwenblume (Knautia sylvatica), Brombeerblüten oder Bärenklau (Heracleum sphondylium) beobachten. Die Männchen fliegen auf der Suche nach frisch geschlüpften Weibchen in langsamem, ununterbrochenem Flatterflug über und zwischen Grasstängeln umher.

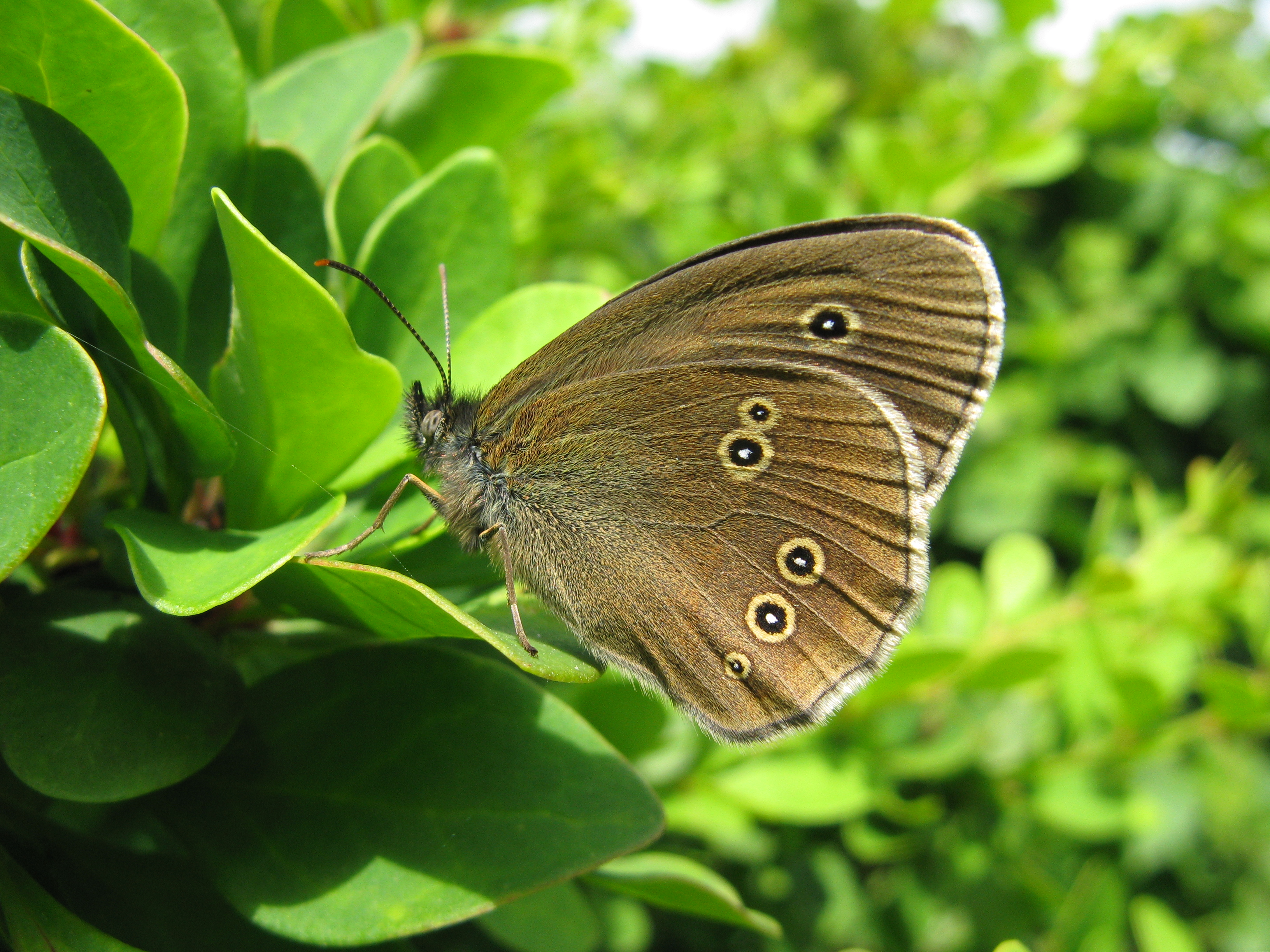
Brauner Waldvogel ruht auf einem Blatt

### Flugzeit
Die Falter fliegen in einer Generation von Mitte Juni bis Ende August.

### Nahrung der Raupen

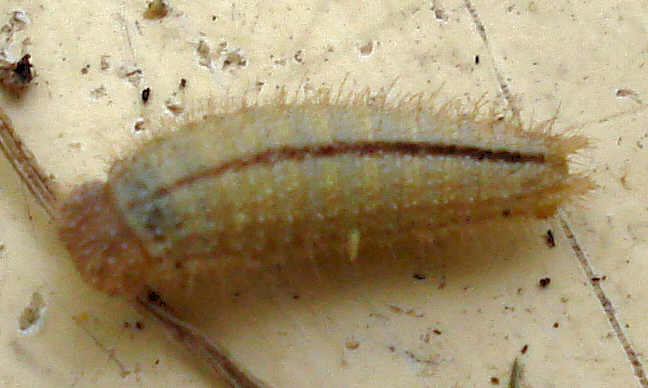
Raupe

Die Raupen fressen an zahlreichen, besonders von Brombeeren gut beschatteten Süß- und Sauergräsern. Zu den Futterpflanzen gehören unter anderem:
- Wald-Zwenke (Brachypodium sylvaticum)
- Fieder-Zwenke (Brachypodium pinnatum)
- Wiesen-Lieschgras (Phleum pratense)
- Gemeines Knaulgras (Dactylis glomerata)
- Gewöhnlicher Rot-Schwingel (Festuca rubra)
- Aufrechte Trespe (Bromus erectus)
- Weiche Trespe Bromus hordeaceus
- Wiesen-Kammgras (Cynosurus cristatus)
- Wiesen-Rispengras (Poa pratensis)
- Hain-Rispengras (Poa nemoralis)
- Behaarte Segge (Carex hirta)
- Dünnährige Segge (Carex strigosa)
- Wald-Segge (Carex sylvatica)
- Zittergras-Segge (Carex brizoides)
- Hirse-Segge (Carex panicea)
- Rotes Straußgras (Agrostis capillaris)
- Flattergras (Milium effusum)
- Kriech-Quecke (Agropyron repens)
- Weiches Honiggras (Holcus mollis)
- Wolliges Honiggras (Holcus lanatus)
- Rasen-Schmiele (Deschampsia cespitosa)
- Blaues Pfeifengras (Molinia caerulea)
- Gewöhnlicher Glatthafer (Arrhenatherum elatius)
- Land-Reitgras (Calamagrostis epigejos)

## Entwicklung
Das Weibchen wirft die nicht haftenden Eier in langsamem niedrigem Flug über Grasland ab. Die Raupen überwintern als Jungraupen (L3) in der Streuschicht am Boden. Sie sind als Jungraupe zunächst tagaktiv und werden nach der Überwinterung nachtaktiv. Die Grundfarbe ist hellbraun mit einem dunkelbraunen Rückenstreifen. Sie verpuppen sich zwischen miteinander versponnenen Gräsern. Die Puppe steht dabei in der Regel aufrecht in der Puppenkammer.